# Alstom X’Trapolis Mega
Die Alstom X’Trapolis Mega sind kapspurige Elektrotriebzüge, die von der Passenger Rail Agency of South Africa (Prasa) auf den Metrorail-Vorortbahnnetzen Südafrikas eingesetzt werden. Das Konsortium Gibela bestehend aus Alstom und der lokalen Ubumbano Rail baut seit 2017 eine Serie von 600 Sechswagenzügen.

## Geschichte
Im Oktober 2013 erteilte die Prasa dem Konsortium Gibela den Auftrag, 600 Züge zu liefern. Gibela Rail gehört zu 70 % dem Schienenfahrzeughersteller Alstom und zu 30 % Ubumbano Rail. Der Vertrag hat einen Wert von 51 Milliarden Rand und enthält auch die Instandhaltung der Züge für 18 Jahre.
Die ersten zwanzig Züge wurden im Alstom-Werk im brasilianischen Lapa gefertigt, die folgenden werden in einem neu errichteten Werk in Dunnotar gebaut. Dieses Werk wurde Ende 2017 eröffnet und soll bis zu 60 Züge pro Jahr produzieren.
Die ersten beiden Züge gingen 2019 im Kapstadter Netz in Betrieb. Die Züge werden im Vorortverkehr von Kapstadt, Johannesburg, Pretoria (Metrorail Gauteng) und Durban eingesetzt.

## Technik
Die Züge bestehen aus sechs Wagen. Jeder hat drei außenliegende Schiebetüren pro Seite. Die Wagenkästen wurden aus Stahl gefertigt und sind bombiert, um mehr Innenraum zu bieten.
Die Alstom X'Trapolis sind für eine Höchstgeschwindigkeit von 160 km/h ausgelegt, im Betrieb werden maximal 120 km/h erreicht. Zwei Drittel der Achsen sind angetrieben.
Die Züge sind durchgehend begehbar. Sie sind mit Klimaanlagen, Videoüberwachung und WLAN ausgestattet.